# Agua Amarga, Querétaro Arteaga
Agua Amarga är en ort i Mexiko.   Den ligger i kommunen Pinal de Amoles och delstaten Querétaro Arteaga, i den centrala delen av landet, 200 km norr om huvudstaden Mexico City. Agua Amarga ligger 2 066 meter över havet och antalet invånare är 413.
Terrängen runt Agua Amarga är varierad. Runt Agua Amarga är det ganska tätbefolkat, med 54 invånare per kvadratkilometer. Närmaste större samhälle är Jalpan, 15,0 km nordost om Agua Amarga. I omgivningarna runt Agua Amarga växer huvudsakligen savannskog.